# 민준호
민준호(1976년 5월 12일~)는 대한민국의 배우이자 모델 겸 연극인이다.
1996년 9월, 연극배우로 첫 데뷔했고, 그로부터 8년 후 2004년 SBS 서울방송 TV 드라마에 첫 출연하였다.

## 출연작

### 영화
- 《필동》 (2018년) - 이키마스 역
- 《종이비행기》 (2018년) - 계 실장 역
- 《하이힐》 (2014년) - 회계사 역
- 《오사카의 두 마리 토끼》 (2011년)
- 《조우》 (2010년) - 준호 역
- 《주문진》 (2010년) - 지니 부 역
- 《이제는 말할 수 있다》 (2008년)
- 《굿모닝 프레지던트》 (2009년) - 미미 남자 역
- 《여름이 끝나가다》 (2006년) - 케이 역
- 《뚝방전설》 (2006년) - 상춘파 5 역
- 《태풍》 (2006년) - 러시아 요원 역

### 드라마
- 《앨리스》 (2020년, SBS) - 김정배 역
- 《다시 만난 세계》 (2017년, SBS) - 안문광 역
- 《피고인》 (2017년, SBS)
- 《뱀파이어 탐정》 (2016년, OCN)
- 《W》 (2016년, MBC)
- 《애인 있어요》 (2015년, SBS)
- 《부탁해요, 엄마》 (2015년, KBS2)
- 《냄새를 보는 소녀》 (2015년, SBS)
- 《전설의 마녀》 (2014년, MBC)
- 《최고의 결혼》 (2014년, TV조선) - 조남철 기자 역
- 《비밀의 문: 의궤 살인 사건》 (2014년, SBS)
- 《잘 키운 딸 하나》 (2013년, SBS)
- 《내게 거짓말을 해봐》 (2011년, SBS) - 호텔에서 결혼날짜 잡고 바람핀 남자 역
- 《키스 앤 더 시티》 (2010년, SBS Plus)
- 《황금물고기》 (2010년, MBC)
- 《드림》 (2009년, SBS)
- 《땀의 순교자 탁덕 최양업》 (2008년, 평화방송) - 야고보 역
- 《애자 언니 민자》 (2008년, SBS)
- 《성 김대건》 (2006년, 평화방송)
- 《장길산》 (2004년, SBS)

### 연극
- 《오거리 사진관》 - 막내아들 역
- 《하이옌》 - 국제결혼사장 역
- 《성호가든》 - 찰스 역
- 《굿모닝파파》
- 《조용한 식탁》 - 아들 역
- 《악몽의 엘리베이터》 - 김민석 역
- 《세일즈맨의 죽음》 - 해피 로먼 역
- 《스승과 그 제자의 꿈》
- 《민영이야기》

### 뮤지컬
- 《극적인 하룻밤》

### 뮤직비디오
- 노아 - 나란사람